# Nematobrycon
Genre
Nematobrycon est un genre  de poissons américains de la famille des Characidés particulièrement appréciés par les aquariophiles. Ce genre est à ne surtout pas confondre avec un genre très ressemblant, Inpaichthys, qui lui possède une nageoire adipeuse.

## Liste des espèces
Selon FishBase :

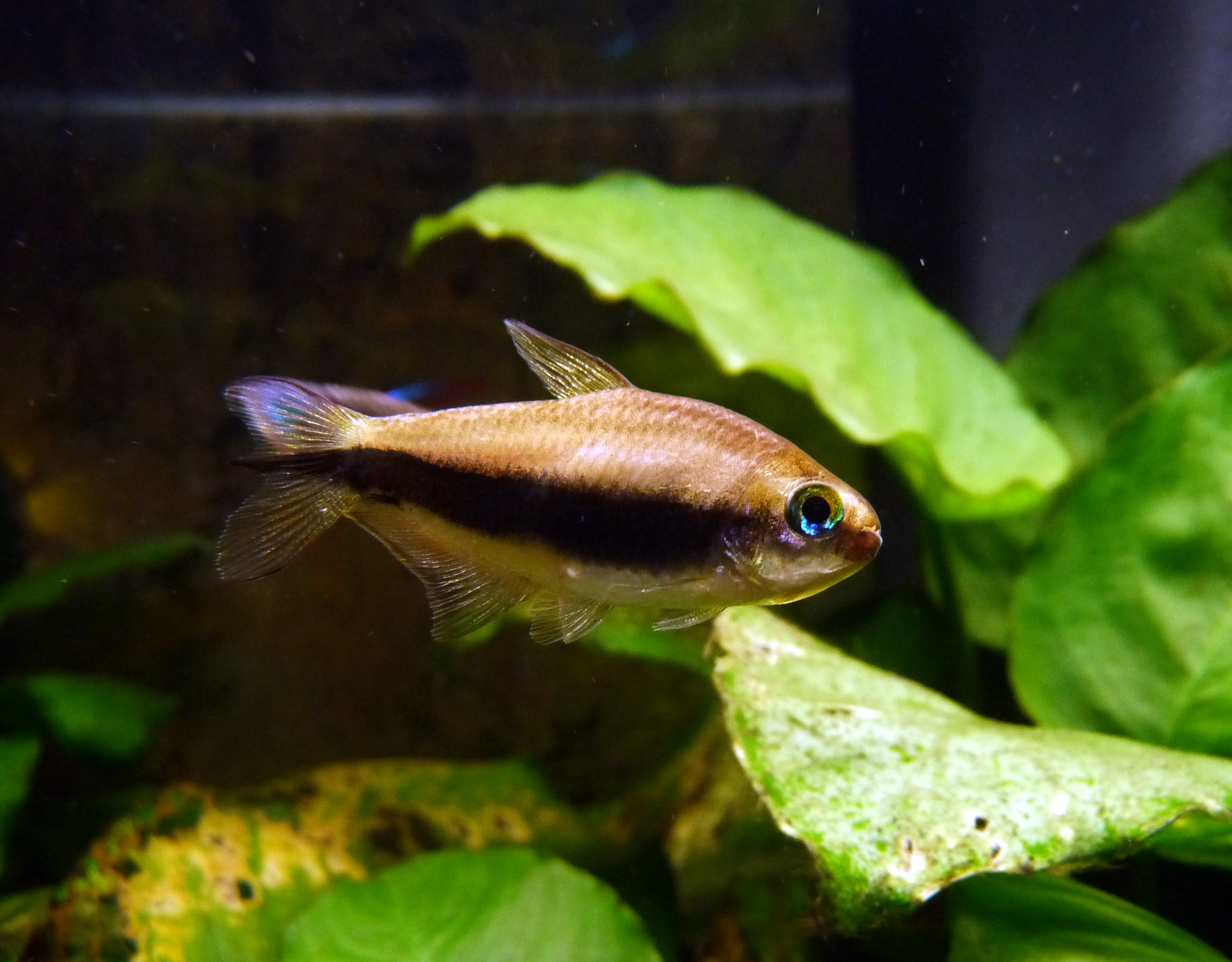
Nematobrycon palmeri.

- Nematobrycon lacortei - Weitzman and Fink, 1971 - Tétra arc-en-ciel
- Nematobrycon palmeri - Eigenmann, 1911 - Tétra empereur

### Note
Au moins une espèce non décrite :
- Nematobrycon sp.[1]

## Zoo
L'Aquarium du palais de la Porte Dorée détient un petit groupe de spécimens (Vidéo). (07/2015)